# 筋違橋町
筋違橋町（すじかいばしちょう）は、京都市上京区の町名。

## 歴史

### 地名の由来
昔、この地で堀川の上流にあった大宮川と有栖川が相合していた。
その川を筋交いに（斜めに）跨いで架かる橋から町名がつけられた。

## 町名
現行公称町名は筋違橋町。郵便番号は602-0091。

## 地理
京都の元学区である成逸学区の中部に位置する、大宮通に沿った町であり、北側は若宮竪町、西側は西若宮南半町・竪社北半町、南側は北仲之町、東側は新ン町に接している。

### 通り名表記
『京都市町通り名一覧表』 (1998)には、以下が挙げられている。表記の意味については「京都市内の通り#住所」を参照。
- 大宮通鞍馬口上る
- 大宮通鞍馬口上る東入
- 大宮通鞍馬口下る
- 大宮通寺之内上る
- 鞍馬口通大宮西入
- 鞍馬口通烏丸東入下る〔ママ〕
- 大宮通寺之内上る3丁目
- 大宮通寺之内上る4丁目
- 大宮通寺之内上る4丁目西入

## 世帯数と人口
2020年（令和2年）10月1日現在の世帯数と人口は以下の通りである。
| 町名     | 人口  | 世帯数  |
| -------- | ----- | ------- |
| 筋違橋町 | 192人 | 101世帯 |

## 小・中学校の通学区域
市立小・中学校に通う場合の通学区域は以下のとおり。
| 町名     | 番地 | 小学校                 | 中学校             |
| -------- | ---- | ---------------------- | ------------------ |
| 筋違橋町 | 全域 | 京都市立西陣中央小学校 | 京都市立烏丸中学校 |

## 交通

### 道路

#### 南北の通り
- 大宮通

#### 東西の通り
- 鞍馬口通
- 宗忠の辻子

## 施設
- 大宮温泉

## 関連文献
- 「角川日本地名大辞典」編纂委員会 編『角川日本地名大辞典 26 京都府』 上巻、角川書店、1982年。ISBN 4-040-01261-5。
- 「角川日本地名大辞典」編纂委員会 編『角川日本地名大辞典 26 京都府』 下巻、角川書店、1982年。ISBN 4-040-01262-3。